# Мари Даријесек
Мари Даријесек (енгл. Marie Darrieussecq; рођена 3. јануара 1969, Бајон), је француска списатељица. Такође је преводилац и бавила се психоаналитиком.
Њене књиге истражују неизговорене и напуштене територије у књижевности. Њен рад је густ, обележен сталним обнављањем жанрова и регистара. Објављује је француски издавач П.О.Л.
Њена прва књига Свињизми (Truismes), објављена у 27. години, метаморфоза жене у крмачу, постигла је светски успех, у тиражу од више од милион примерака у Француској и иностранству, преведена на четрдесет језика.
2013. године награђена је Наградама за медицину и Prix des Prix за роман Il faut beaucoup aimer les hommes (Men, A Novel of Cinema & Desire). Године 2019. одржала је двогодишњу катедру писаца-резиденције на Сциенце По у Паризу.

## Биографија

### Образовање
1986. положила је Baccalauréat  из француске књижевности у Бајону. Након двогодишњег припремног курса (Hypokhâgne and Khâgne) из књижевности у Lycée Montaigne у Бордоу и  Lycée Louis-Le-Grand у Паризу, студирала је на École Normale Supérieure de la Rue d'Ulm  у Паризу од 1990. до 1994, а затим на Sorbonne Nouvelle. 1992. године положила је свој завршни испит на Модерној књижевности, на шестом месту.
Њена докторска теза под менторством Francis Marmande, одбрањена 1997. године на Универзитету Парис VII, носила је наслов: „Критични тренуци у савременој књижевности. Трагична иронија и Аутофикција у делима Жоржа Перека, Мишел Леириса, Серге Доубровскиог и Херве Гуиберта."

### Лични живот
Њен први супруг је био математичар, а други астрофизичар. Мари Даријесек има троје деце.

## Новеле
Мари Даријесек лоцира своје дело у домену фантастике  и The Baby  квалификује као своју „једину аутобиографску књигу“. Готово сви њени ликови су жене, а већина су приповедачи. Пишу, углавном у свеске, како би сведочили о догађајима и преживели. Иако изгледа да по професији подсећају на ауторку (неколицина је психолога), никада нису потпуно попут ње. На пример, ниједан од њих није аутор.

Она или пише кратке монологе или романе у трећем лицу који се фокусирају на свет у целини, кроз групу људи из фиктивног села званог Клеве  на југозападу Француске, у Баскији:
„Назвао сам ово измишљено, аутобиографско село Клеве као почаст Принцези де Клев. Било ми је доста измишљања ликова. Сада их црпим из резервоара Клеве и гледам како старе, од 80-их до много касније. Solange, Rose, Christian, итд. (...) Често постоји важна тема, наметнута оним што се дешава у свету. Недавно сам желео да пишем о мигрантима, као и о свима другима ... Али на свој начин, далеко од клишеа и унапред сварених реченица.“ 
Свињизми и Мој фантомски супруг могу се читати као два рана романа који најављују целокупно тело њеног дела: она пише о телу и његовој метаморфози, преливању и губитку, са невиђеним приступом женским питањима, док прибегава фантастично, духови и чудовишта. Чудовишта играју важну улогу у поетици Мари Даријесек: она замишља писање као „доступно фантомкама“, начин на који присутност чини присутном, чинећи да читалац чује нечујно и узимајући у обзир, у метафизичким циклусима, сусрет између настанка живота и тишина смрти.
Мари Даријесек је објавила осамнаест романа, драму, биографију, две књиге за децу и неколико каталога уметника.

Ради на клишејима и структурира своје романе по уобичајеним местима. Новинарка Raphaëlle Leyris написала је 2011. године:
„Тема Мари Даријесек била је увек иста од Свињизама: испитивање шта језик има да каже о искуству, начин на који речи, наиме општа места, изражавају стварност и, заузврат, обликују стварност.“ 
Наслов Il faut beaucoup aimer les hommes (Мушкарци. Роман о биоскопу и жељи ) преузето је из реченице Маргарет Дирас  у La Vie matérielle : "Морамо много да волимо мушкарце". Много, пуно. Волите их пуно да бисте их волели. Иначе је немогуће, не бисмо их могли поднети. "

## Теме
Као писца метаморфног тела, занимају је мутације, женско, мушко и небинарно.
Однос тела према вишку и недостатку, безобразлуку и нестанку главна је тема њеног рада. Она каже да пише: "за тело и према телу, у смислу онога што не говори у нама". Духови лутају кроз све њене књиге, нестанак човека, детета или света. Мари Даријесек истражује зоне тишине и неизречено: "Стављање речи на оно што нема речи, где речи још не постоје или више не постоје".
Њени ликови су углавном добро пропутовани и крећу се између Антарктика (Бели), Аустралије (Тom Is Dead ), Лос Анђелеса и Конга (Мушкарци) и Медитерана на крстарењу (La Mer à l’envers). У својим романима психологију и историју повезује са различитим облицима географије. Nathalie Crom, у чланку о свом роману Le Pays in La Croix написала је да поставља „питање припадности (језику, пејзажу или нацији), без имало носталгије за класичном или традиционалном визијом пуштања корена. "
Посебну пажњу посвећује географији у њеном односу са простором, као и временом, и ери антропоцена, свесна да планета има ограничен животни век. Дивљих животиња и угрожених врста има на претек. Мари Даријесек своју тврдњу наводи Gilles Deleuze’s: "Писци су одговорни за умирање животиња". Она пише за и на месту несталих животиња. У интервјуу новинарки Mia Funk изјавила је: "Кад нестане последњи слон, недостајаће нам. Недостаје нам тасмански тигар".
2013. године написала је у хроници у листу Libération: "Не знамо шта ће остати од нас, једном када живимо на планети без дивљих животиња. Када се пропусти пропустити до те мере да његово име више није познато, чак се ни шупљи облик више не осећа, а ми губимо део себе, постајемо глупљи, компактнији и мање лабилни. Мање животиња, могло би се рећи".

## Женско гледиште у књижевности
У Свињизмима она повезује метафору о "чудовишном облику пубертета"  кроз метаморфозу жене у крмачу. Мари Даријесек уводи бебе у књижевност са The Baby, књигом коју квалификује као "милитантни књижевни гест". У делу Clèves она описује трансформацију тинејџерке с доласком њеног првог менструацијског периода и откривањем сексуалности. Virginie Despentes је у Le Monde des Livres написала:
 "Clèves  функционише као премотавање тренутака који нису заборављени или скривени, једноставно никад консултовани или прослављени." 
2016. године објавила је Être ici est une splendeur, Vie de Paula M. Backer (Being Here Is a Splendour, Life of Paula M. Baker) ( Бити овде је сјај, живот Пауле М. Бакер), биографију немачке сликарке Paula Modersohn-Baker, чије је презиме ампутирала у поднаслову "Живот Пауле М. Бакер": "Жене немају име. Имају имена. Њихово име је привремени зајам, нестабилан, ефемерни знак. Проналазе друга обележја за своје право на свет, присуство, стварање и потпис. Измишљају се у човековом свету, прекршајем ".
После Вирџиније Вулф, Натали Сарот и Маргарет Дирас, Мари Даријесек "чини читав свет"  с обзиром на чињеницу да половина света, жене, још увек нема право да говори.

Међутим, она одбија да повеже своје књиге са феминистичком литературом:
"Немам проблема ако се назовем феминисткињом. Али не користим реч за квалификовање својих књига. (…) Било би поједностављено. На пример, моје књиге су такође еколошке".

## Стил
Писање Мари Даријесек одликује прецизност, концизност и јасноћа; нервозан, ритмичан језик, користећи унутрашњу прозодију, често у празном стиху. Њен минималистички стил, пун анегдота и научних или географских метафора, служи "физичком облику писања", блиском "писању као сензацији", изразу који је прилагодила Натали Сарот.

### Однос са језиком
Мари Даријесек, чије су мајка и две баке говориле баскијски, у интервјуима редовно тврди  да не сакализује француски и сматра га језиком, између осталог: "Верујем да писци имају посебан однос са својим матерњим језиком. Они се усуђују да га додирну, сматрају то нечим изван себе и могу да се сломе или поиграју са овим језиком". Њени ликови се често селе са једног континента на други и скоро сви су суочени са страним језицима. У Tom Is Dead (Том је мртав) смрт детета најављена на енглеском, пошто је француски приповедач живео у Аустралији:
"После Томове смрти, мој енглески, онако како сам заправо разумео енглески, на неки се начин смањио. (…) Али током групне терапије знао сам о чему људи говоре. Да бих могао да пратим. Са њима сам поново научио да говорим. Моји часови језика". ( Том је мртав )

### Француски као мушки језик
У Le Pays-у, Мари Даријесек, француски квалификује као "језик ауторитета" у којем "мушки субјект влада реченицом, поткрепљен глаголом". Она демонстрира на следећи начин:

"Мушки род доминира женским у француском језику; ако би све жене на свету биле у пратњи пса, биле би принуђене да се тим женама и псима обраћа у мушком облику, јер су жене и пси послушни".
 На питање да ли је њено писање женског рода, она одговара: "Писање нема пол ни секс, јер је роман место метаморфозе".
Ипак, она додаје у предговору свог превода Вирџиније Вулф:
"Остављам отворено питање женског писања, што је такође питање мог живота".

## Полемике,  признања и критике

### Полемике
1998. године писац  Marie NDiaye оптужила је Мари Даријесек да је "прелепила"  неколико њених књига како би написала Мој фантомски муж.
2007. године, након објављивања књиге Tom is Dead, Camille Laurens, коју је такође објавио П.О.Л, оптужила је Мари Даријесек за "психички плагијаризам". Њихов издавач Paul Otchakovsky-Laurens бранио је Мари Даријесек на трибини у Ле Монде-у под називом "Не, Мари Даријесек није плагирала Camille Laurens". После ових оптужби, Мари Даријесек је 2010. године објавила есеј, Полицијски извештај (Rapport de police), о питању плагијаризма у литератури. О сукобу који је уследио након објављивања књиге Том је мртав написана је страница на Википедији.

### Похвале критике
1988. године Мари Даријесек додељена је награда  Prix du jeune écrivain de langue française (Награда младог француског писца) за кратку причу La Randonneuse.
1996. године објављивање Свињизама покренуло је Мари Даријесек са 27 година на медијску сцену и изазвало ударни талас. Исте године Жан-Лик Годар откупио је права на роман, а затим је одлучио да га не прилагођава.
У часопису "Ле Фигаро", Eric Ollivier је написао о Свињизмима у чланку под насловом "Прича због које повраћаш: осећаш унутрашњи бес, лажно наиван и весео тон који импулзивно повезује страхоте са овог света (...). Превладавају глупости, све до епилога. Одвратно и тешко подношљиво".
2003. године Жан-Мари Гистав ле Клезио је у "Le Point-у" написао:
"Дело Мари Даријесек подсећа на Lautréamont-а: сан свиња, у Canto IV, започиње на следећи начин: "Сањао сам да сам ушао у тело свиња ... када сам желео да убијем, убио сам. Рођена је Свињска прича. Пролаз када Фалмер, или дух Малдорера, прелети Пантеон је Мој Фантомски муж. Бела је химна океана, на амфибијског човека, или чак "девојке снега", који се појављује у Canto IV".
По објављивању књиге Бити овде је сјај, Живот Пауле М. Бекер, Etienne de Montety написао је у књизи Le Figaro littéraire 2016. године: "(...) Мари Даријесек није ништа од онога што је женско. То је њен заштитни знак".

## Обавезе
Мари Даријесек је покровитељица Réseau DES Француске од 2001. године, удружења које помаже жртвама Distelbène.
2007. године изабрана је за покровитељицу Bibliothèques sans frontières.
Током француске председничке кампање 2007. године подржала је Сеголен Роајал.
2012. године била је Спонзор удружења студената из Баскије великим школама.
2014. године била је у затвору Passés par la case (одслужила затворску казну) и постала покровитељ затворске опсерваторије.
Године 2019. именована је за председника De l’Avance sur recettes (аванс на зараду) за CNC (Centre National du Cinéma et de l’image animée).

### Романи и приповести
- 1996 :  Свињизми - Роман пожуде и трансформације (Truismes)
- 1998 : Naissance des fantômes
- 1999 : Le Mal de mer
- 1999 : Précisions sur les vagues
- 2001 : Bref séjour chez les vivants
- 2002 : Беба (Le Bébé)
- 2003 : Бела (White)
- 2003 : Simulatrix
- 2004 : Claire dans la forêt suivi de Penthésilée
- 2005 : Le Pays
- 2006 : Зоолошки врт (Zoo)
- 2007 : Том је мртав (Tom est mort)
- 2007 : Mrs Ombrella et les musées du désert
- 2011 : Clèves
- 2013 : Il faut beaucoup aimer les hommes
- 2017 : Наш живот по шумама ( Notre vie dans les forêts)
- 2019 : La Mer à l'envers[44]

### Есеј
- 2010 : Полицијски извештај ; Оптужбе за плагирање и други начини надзора над белетристиком

### Биографија
- 2016 : Бити овде, дивно је : живот Пауле Модерсон Бекер (Être ici est une splendeur. Vie de Paula M.Becker)

### Преводи
- 2008 : Tristes Pontiques d'Ovide
- 2012 : Tigre, tigre ! de Margaux Fragoso
- 2014 : Brouillons d'un baiser de James Joyce
- 2016 : Un lieu à soi de Virginia Woolf
- 2019 : Chroniques d’un enfant du pays de James Baldwin

### Дечја књижевност
- 2008 : Péronille la chevalière
- 2016 : Le Chien Croquette

### Књиге о уметности
- 1998 : Dans la maison de Louise
- 2000 : Il était une fois... la plage
- 2001 : Sculptures
- 2003 : Illusion
- 2006 : Do You Know What I Mean
- 2008 : B2B2SP
- 2011 : A Portrait of the Artist as a Young Mother
- 2012 : La mer console de toutes les laideurs
- 2013 : Gisants
- 2013 : Faire de son mieux
- 2013 : A triple tour
- 2015 : Bretonnes
- 2016 : Nigel Cooke
- 2016 : Julia Garimorth, Marie Darrieussecq, Maria Stavrinaki, Rainer Stamm, Uwe M. Schneede, Wolfgang Werner, Paula Modersohn-Becker, l'intensité d'un regard
- 2016 : Lancel : Maison parisienne depuis 1876

### О Мари Даријесек
- Marie Fleury Wullschleger, "Du déchet au dégoût. Une lecture de Truisme de Marie Darrieussecq", 2013.
- Colette Sarrey-Strack, "Fictions contemporaines au féminin : Marie Darrieussecq, Marie Ndiaye, Marie Nimier, Marie Redonnet", 2003.
- Colette Trout, "Marie Darrieussecq ou voir le monde à neuf", 2016.